# Honório Monteiro
Honório Fernandes Monteiro (Araraquara, 25 de junho de 1894 — 2 de fevereiro de 1968) foi um advogado, professor universitário e político brasileiro.

## Biografia
Ingressou na vida política elegendo-se deputado por São Paulo, para a Assembleia Nacional Constituinte, na legenda do Partido Social Democrático (PSD). Promulgada a Carta Magna, e separadas as duas Casas do Congresso, foi eleito, em 1946, para Presidente da Câmara dos Deputados, tendo tido como concorrente o Deputado Otávio Mangabeira.
Deixando a Presidência da Câmara, em 1948, foi ocupar o Ministério do Trabalho, Indústria e Comércio do Governo Eurico Dutra, até 1950. Ocupou também, em caráter interino, por espaço de seis meses, o Ministério da Justiça. Deixando, em julho de 1950, ambos os Ministérios, voltou à Câmara, para concluir o mandato.
Retornando a São Paulo, onde reassumiu suas cátedras. Em 1951, foi novamente nomeado membro do Conselho Técnico e Administrativo da Faculdade de Direito da Universidade de São Paulo; no ano seguinte, foi eleito representante de sua Congregação no Conselho Universitário, representação essa que foi sempre renovada até 1964, quando foi alcançado pela aposentadoria compulsória. Depois de aposentado, a Congregação conferiu-lhe o título de Professor Emérito.
Membro do Conselho Estadual de Educação de São Paulo, para um mandato de 6 (seis) anos,foi nomeado por Decreto publicado no DOE de 27/07/1963, nos termos do art. 2º da Lei nº 7.940, de 7 de junho de 1963. Tomou posse na Sessão Plenária Solene, realizada em 02/08/1963. Foi Presidente da Câmara do Ensino Superior do Conselho Estadual de Educação de São Paulo. Na Sessão Plenária Ordinária, realizada em 10/06/1968, na então sede do Conselho Estadual de Educação, no Parque D. Pedro II, Palácio das Indústrias, sob a Presidência do Conselheiro Paulo Ernesto Tolle, o Conselheiro Honório Monteiro comunicou-lhe estar enviando ao Senhor Governador Dr. Adhemar Pereira de Barros, o seu pedido de exoneração. A duração do seu mandato no Conselho Estadual de Educação foi de agosto de 1963 a junho de 1968.
O Prof. Honório foi membro efetivo do Instituto Histórico e Geográfico de São Paulo e sócio fundador do PEN Clube de São Paulo, de que foi um dos vice-presidentes. 
Foi ministro do Trabalho, Indústria e Comércio no governo Eurico Gaspar Dutra, de 22 de outubro de 1948 a 29 de junho de 1950.
Faleceu no dia 2 de fevereiro de 1968.